# Cannonball Adderley
Julian Edwin Adderley, (vzdevek Cannonball) ameriški altovski saksofonist in skladatelj, * 15. september 1928, Tampa, Florida, ZDA, † 8. avgust 1975, Gary, Indiana, ZDA.
Bil je pomemben saksofonist v slogu hard bopa in soul jazza. Nastopati je začel leta 1955, igral pa je z Milesom Davisom in Johnom Coltranom. Leta 1959 se je odcepil in začel igrati s svojim kvintetom.

## Albumi
- Spontaneous Combustion - 1955
- Somethin' Else, Things Are Getting Better - 1958
- Cannonball and Coltrane - 1959
- Mercy, Mercy, Mercy - 1966
- Miles Away/Walk Tall - 1967-74
- Phoenix - 1975